# Giovanni da Rimini
Pour les articles homonymes, voir Rimini (homonymie).
Giovanni da Rimini est un peintre italien du XIVe siècle, qui a été chef de file de l'école de Rimini, actif dans la ville entre 1292 et 1309.

## Biographie
Giovanni da Rimini a probablement fréquenté Giotto lors de son passage à Rimini (date incertaine suivant les experts, 1303 ou 1309) et est l'un des interprètes les plus originaux de son style dont il adopte les innovations picturales.

## Œuvres
- Scènes de la vie des saints Jean, Catherine et François, diptyque, collection du duc de Northumberland au Château d'Alnwick ;
- Scènes de la vie du Christ, Galleria Nazionale d'Arte Antica, Rome ;
- Crucifix, signé et daté de 1300-1305, pinacothèque de Rimini ;
- Crucifix, signé et daté de 1309,  église San Francesco de Mercatello, Mercatello sul Metauro ;
- Crucifix, église San Lorenzo, Talamello ;
- Vie de la Vierge, cycle de fresques de la chapelle du Campanile, église San Francesco de Rimini.

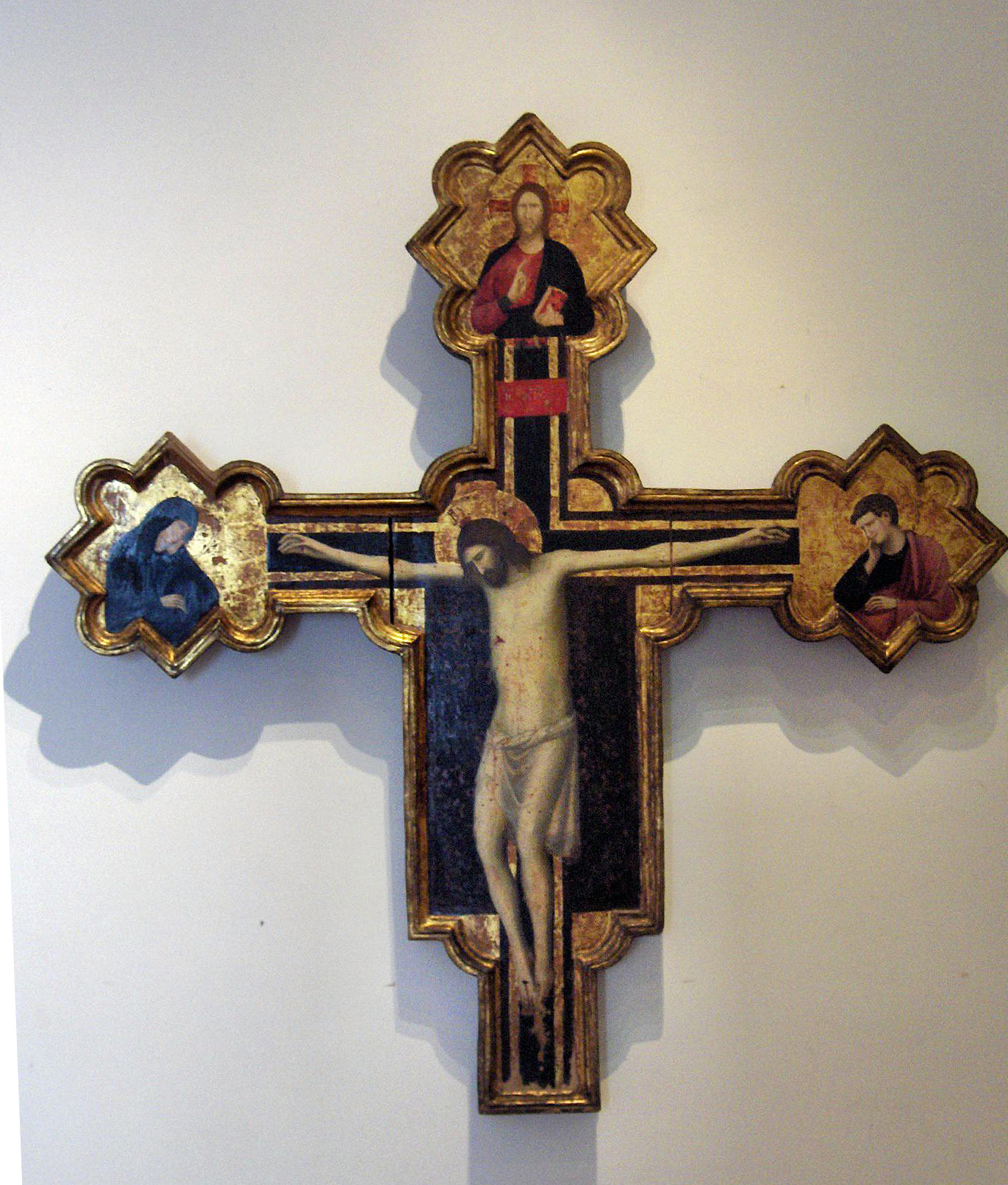
Crucifix (1300-1305), musée de Rimini.
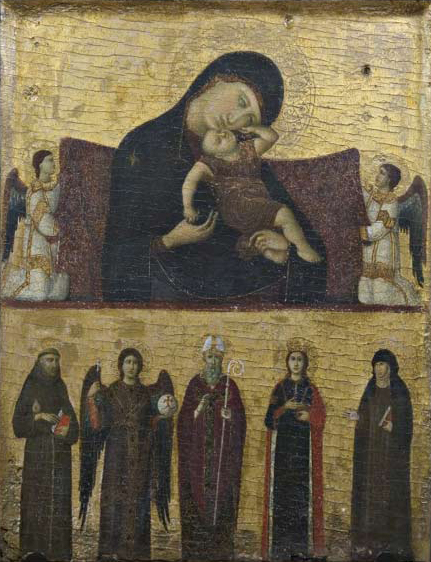
Giovanni da Rimini, Vierge à l'Enfant, Faenza, pinacothèque.